# Let's Go to San Francisco
Let's Go to San Francisco är en psykedelisk poplåt skriven av John Carter och Ken Lewis. Den utgavs som singel i augusti 1967 av den brittiska studiogruppen The Flower Pot Men. Ledsångare på låten är Tony Burrows, senare känd för att ha sjungit med studiogrupper som Edison Lighthouse, White Plains och den första upplagan av Brotherhood of Man. Musikaliskt påminner låten om en Beach Boys-produktion.
Låten blev en hit i Brittiska öarna, Skandinavien och några ytterligare europeiska länder under hösten 1967, samt Nya Zeeland, men slog aldrig i USA. Den skall ej förväxlas med Scott McKenzies låt "San Francisco (Be Sure to Wear Flowers in Your Hair)" som låg på många topplistor samtidigt som denna.

## Listplaceringar
| Lista (1967)   | Position          |
| -------------- | ----------------- |
| Danmark        | 3 (DR "Top 20")   |
| Frankrike      | 15 (SNEP)         |
| Irland         | 8                 |
| Norge          | 9 (VG-lista)      |
| Nya Zeeland    | 12 (NZ Listner)   |
| Storbritannien | 4                 |
| Sverige        | 13 (Kvällstoppen) |
| Sverige        | 4 (Tio i topp)    |
| Vallonien      | 6                 |
| Västtyskland   | 23                |